# Церковь Троицы (Париж)
Церковь Святой Троицы  (Сент-Трините; фр. Église de la Sainte-Trinité) — католическая церковь в IX округе Парижа. Церковь находится на перекрёстке нескольких улиц — ул. Сен-Лазар, ул. Клиши, ул. Бланш, ул. Шатоден. Фасад церкви венчает собой перспективу улицы Шоссе д’Антен. По имени церкви названа находящаяся рядом станция метро Трините.

## История
Церковь была возведена в ходе массовых строительных и перепланировочных работ, предпринятых в Париже в период Второй империи и получивших имя «османизация Парижа», по имени барона Османа. Проект церкви в стиле неоренессанс был разработан архитектором Теодором Баллю. Строительство начато в 1861 году, завершено через 7 лет. Невзирая на небольшую сумму, выделенную на строительство, всего 4 миллиона франков, фасад и интерьер церкви Святой Троицы весьма богато декорированы. Перед церковью расположен небольшой сквер. До строительства на этом месте располагался известный ресторан «La Grande Pinte».
Церковь серьёзно пострадала в период Парижской коммуны, впоследствии была отреставрирована. В 1872—1901 годах главным органистом церкви был Александр Гильман, который создал на органе Сент-Трините большинство своих органных произведений. С 1931 по 1992 год, в течение 61 года, главным органистом церкви был Оливье Мессиан.

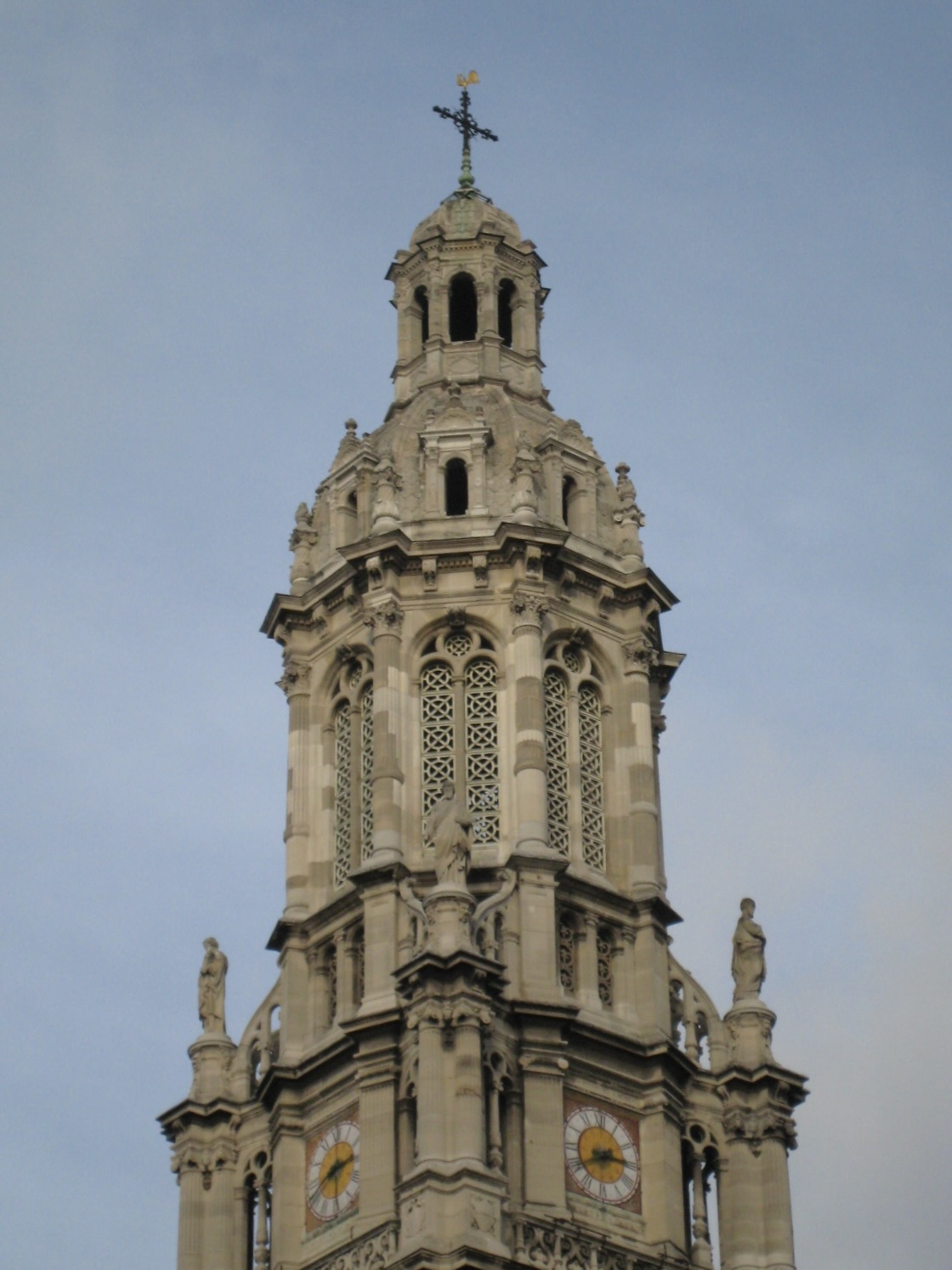
Колокольня

Длина церкви — 90 метров, ширина — 34 и высота — 30 метров. Главная колокольня, расположенная над центром главного фасада, имеет высоту 65 метров.
Архитектурная идея пышного фасада подчёркивает тему триединства, фасад разделён на три части и по вертикали и по горизонтали. В нишах первого и второго яруса — скульптуры Отцов Церкви, на третьем ярусе — скульптурные аллегории добродетелей. В основании главной колокольни — скульптуры евангелистов. С западной и восточной стороны главного фасада к скверу спускаются полукруглые лестницы.
В интерьере обращают на себя внимание 10 зелёных колонн из искусственного мрамора (стукко), символизирующие 10 заповедей. Свод поддерживают 6 пилонов. Стены богато украшены картинами на религиозные сюжеты (среди них «Мучение святого Дионисия» Дезире Франсуа Ложе и другие). Потолок главного нефа расписан фресками, имитирующими мозаику. На потолке алтарного пространства — изображение Святой Троицы. Орган храма создан в 1869 году мастером Аристидом Кавайе-Коллем.
В первый год после освещения храма в нём проходило прощание с композитором Россини. В 1898 году в храме отпевали Гюстава Моро. На скромной службе среди друзей и учеников художника присутствовали Одилон Редон, Эдгар Дега, Пьер Пюви де Шаванн, Леонс Бенедит, Жан Лоррен, Робер де Монтескью-Фезенсак, Фредерик де Курси. 